# 阿爾巴尼亞宗教

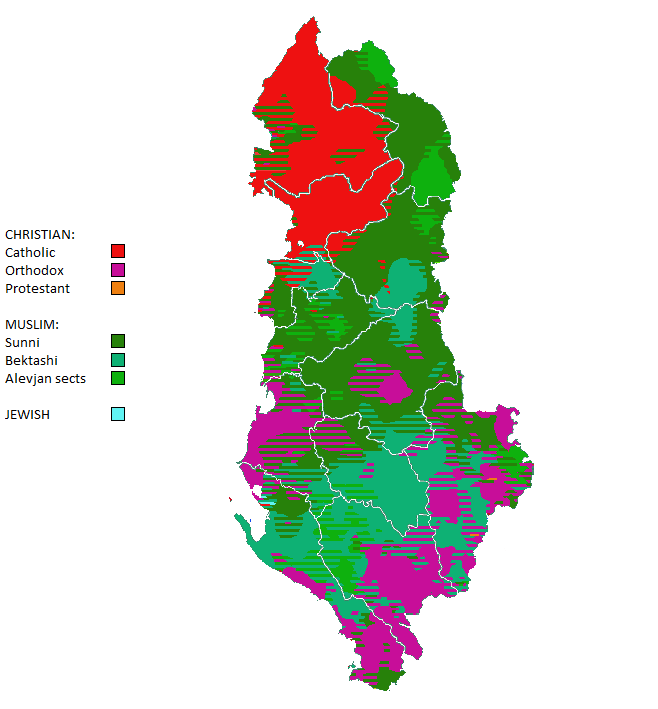
阿爾巴尼亞傳統上宗教分布區域
綠色區域: 遜尼派伊斯蘭教
藍綠色: 拜克塔什教團伊斯蘭教
淺綠色: 什葉派伊斯蘭教
紅色:天主教
洋紅色: 東正教
橙色: 新教
亮藍色: 猶太教

阿爾巴尼亞最多信仰的宗教是伊斯蘭教（主要是遜尼派和拜克塔什教團），第二多信仰的宗教是基督教（主要是天主教、東正教和新教），但也有許多無宗教和多神教信仰者。
自1967年以來，阿爾巴尼亞在憲法上屬於世俗國家，因此，“在信仰和良心問題上保持中立”。阿爾巴尼亞社會主義人民共和國曾宣稱阿爾巴尼亞是世界上第一個也是唯一的“ 無神論國家”。由於在劳动党時代，有宗教信仰的阿爾巴尼亞公民備受到嚴厲懲罰，許多神職人員被處決；因此，阿爾巴尼亞宗教氣氛至今也不濃厚。調查顯示，與其他國家的人口相比，阿爾巴尼亞人很少認為宗教支配他們的生活。當被問及宗教信仰時，阿爾巴尼亞人會提到他們家族曾經信仰的宗教，而不是他們自己的宗教信仰。阿爾巴尼亞作為一個世俗的國家，人們可以自由信仰宗教，政教分離顯示公民對世俗主義的強烈支持。

## 宗教種類

### 伊斯蘭教

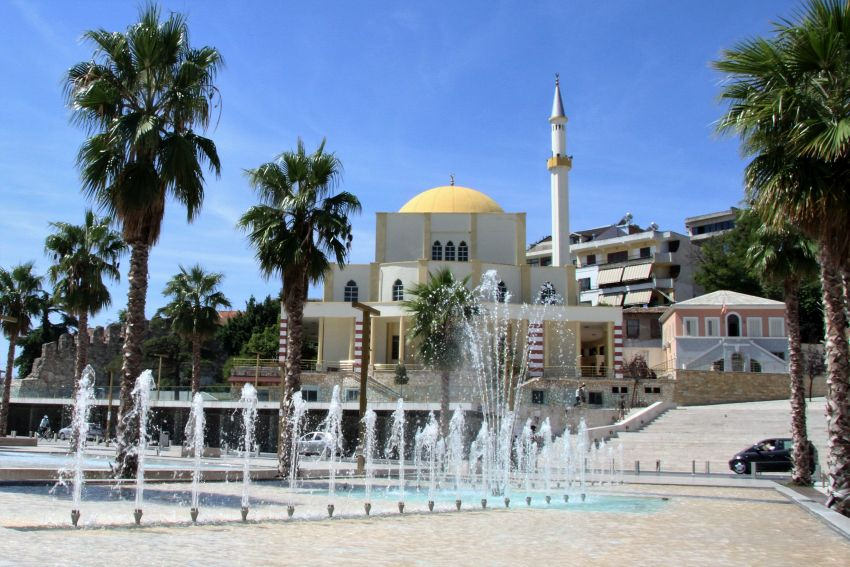
都拉斯大清真寺

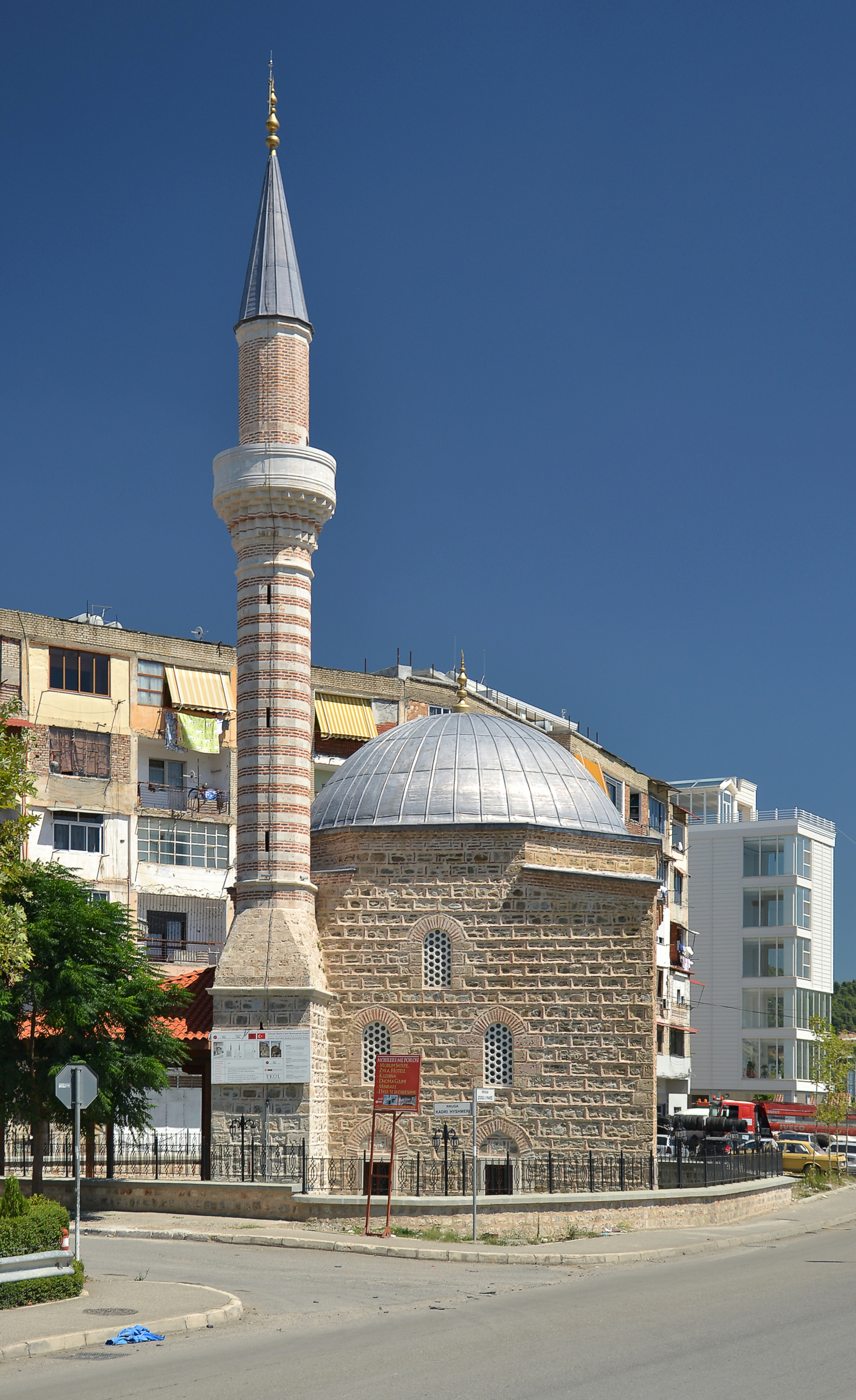
愛爾巴桑Naziresha清真寺

伊斯蘭教於15世紀奧斯曼帝國統治時期被引入阿爾巴尼亞地區，根據2011年的人口普查，伊斯蘭教是阿爾巴尼亞信徒最多的宗教，信仰人口有58.79％。 奧斯曼帝國在阿爾巴尼亞地區統治長達五世紀，大量居民改宗伊斯蘭信仰，阿爾巴尼亞於1912年11月獨立後，成為巴爾幹半島上穆斯林占多數的國家。
在阿爾巴尼亞北方，由於羅馬天主教會抵制伊斯蘭信仰入侵的和諸多山區地形，伊斯蘭教的傳播速度較慢。然而，在中部和南部，天主教信仰並沒那麼興盛；到17世紀末，該地區基本上信仰了人口數不斷增加的伊斯蘭教。在奧斯曼帝國時代，阿爾巴尼亞穆斯林的統治官員包括帕夏和貝伊。廣大的文盲和缺乏神職教育的神職人員在傳播伊斯蘭教的過程中發揮了重要作用，特別是在阿爾巴尼亞北部地區。在17和18世紀，有大量阿爾巴尼亞人經常受到政治壓迫而改宗伊斯蘭教，但支持信奉天主教的威尼斯共和國、奧匈帝國和信奉東正教的俄羅斯帝國對抗奧斯曼土耳其帝國的侵略。
20世紀阿爾巴尼亞從奧斯曼土耳其帝國獨立後，伊斯蘭教、天主教和東正教神職人員的權力被縮小，在1944年阿尔巴尼亚共产党上台後，許多宗教神職人員被剷除。自1990年代民主化以來阿爾巴尼亞重獲宗教自由，但國民比以往更世俗化。
在奧斯曼帝國統治期間，阿爾巴尼亞的穆斯林分為兩個主要宗派：遜尼派和拜克塔什教團。1925年凱末爾在土耳其禁止拜克塔什教團後，拜克塔什教團便將其總部遷到阿爾巴尼亞首都地拉那。遜尼派穆斯林在在1939年之前佔阿爾巴尼亞人口的約50％，而拜克塔什教團則佔20％。此外，阿爾巴尼亞還有一個較小的阿赫邁底亞穆斯林社群。
歷史上阿爾巴尼亞穆斯林人口主要分佈在中南部，在科索沃和北馬其頓有宗教信仰的阿爾巴尼亞人是以伊斯蘭信仰為主。1992年12月，阿爾巴尼亞成為伊斯蘭會議組織（現為伊斯蘭合作組織）的正式成員。

#### 遜尼派
阿爾巴尼亞遜尼派穆斯林主要分佈在城市區域，拜克塔什教團穆斯林主要分佈在郊區，東正教基督徒主要分佈在阿爾巴尼亞南部，天主教基督徒主要居住在阿爾巴尼亞北部。但是，這種區分現在不適用於現在的阿爾巴尼亞。在Pew Research的一項研究中，65％的阿爾巴尼亞穆斯林沒有表態所屬的宗派。阿爾巴尼亞人口普查沒有區分拜克塔什教團和遜尼派，而是分成拜克塔什教團和“穆斯林”來統計，但由於拜克塔什教團信徒實際上為穆斯林，而被歸類為穆斯林。

#### 拜克塔什教團

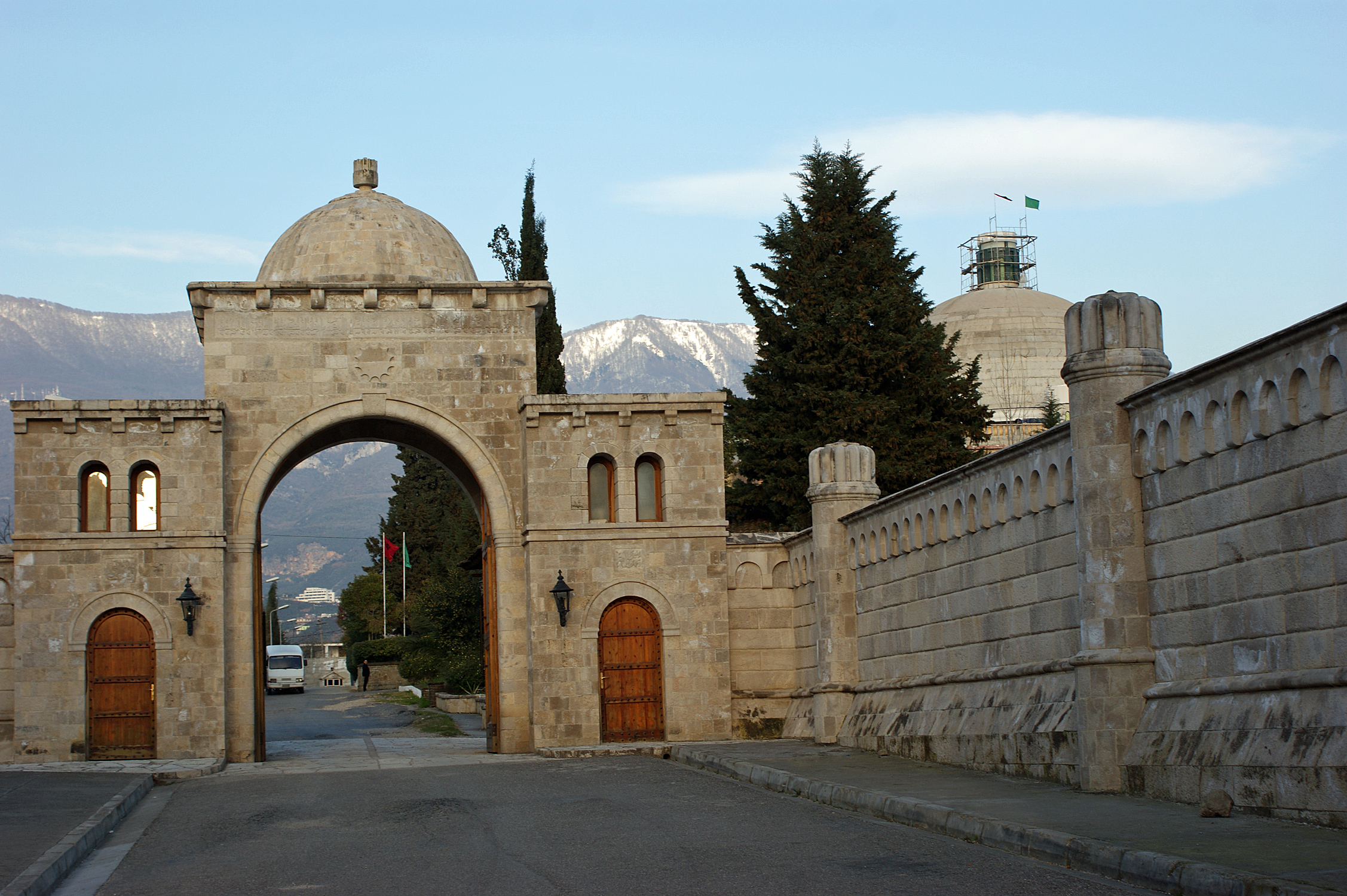
地拉那的拜克塔什教團總部

拜克塔什教團信徒主要分佈於Skrapari，Dishnica，Erseka和Bulqiza地區，在科索沃和北馬其頓地區都有拜克塔什教團的穆斯林分佈。1925年凱末爾在土耳其禁止拜克塔什教團後，拜克塔什教團便將其總部遷到阿爾巴尼亞首都地拉那，此教派宣稱為從遜尼派分出。在共產時代，拜克塔什教團宗教活動被推行無神論的政府禁止。
大約20％的阿爾巴尼亞穆斯林認為自己與拜克塔什教團有某種關聯。

### 基督教

#### 天主教

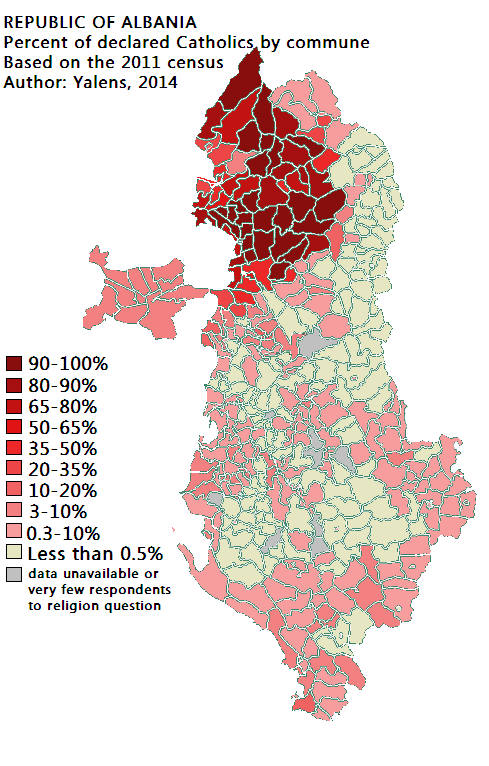
阿爾巴尼亞天主教信徒分佈（2011調查）

在2011年人口普查中，阿爾巴尼亞約有10.03％的阿爾巴尼亞人口表示為天主教基督徒。 阿爾巴尼亞曾經有出現過十八個主教，其中一些從天主教的發展至今都有不間斷的活動。在中世紀，阿爾巴尼亞統治者信奉天主教，這些統治的貴族原本屬於東正教，由於跟西歐列強結盟而轉變宗派。奧斯曼帝國統治現今的阿爾巴尼亞地區後，天主教信徒大量減少，位於阿爾巴尼亞中北部Mirdita地區還保留大量天主教基督徒，除了地形多重阻隔的因素外，威尼斯共和國統治的威尼斯共和國阿爾巴尼亞地區極力阻止奧斯曼帝國對此地的伊斯蘭化。現在阿爾巴尼亞天主教信徒主要分佈在Malesia e Madhe，Kiri，Puka，Tropoja，Mirdita，Mat，Kurbin，Lezhe，Zadrima，Shkodër和Ulqin等地區。除了拉丁禮教會，阿爾巴尼亞希臘禮天主教會分佈於阿爾巴尼亞南部，信徒不到4,000人。
- 阿爾巴尼亞天主教（英语：Catholic Church in Albania）

阿爾巴尼亞天主教
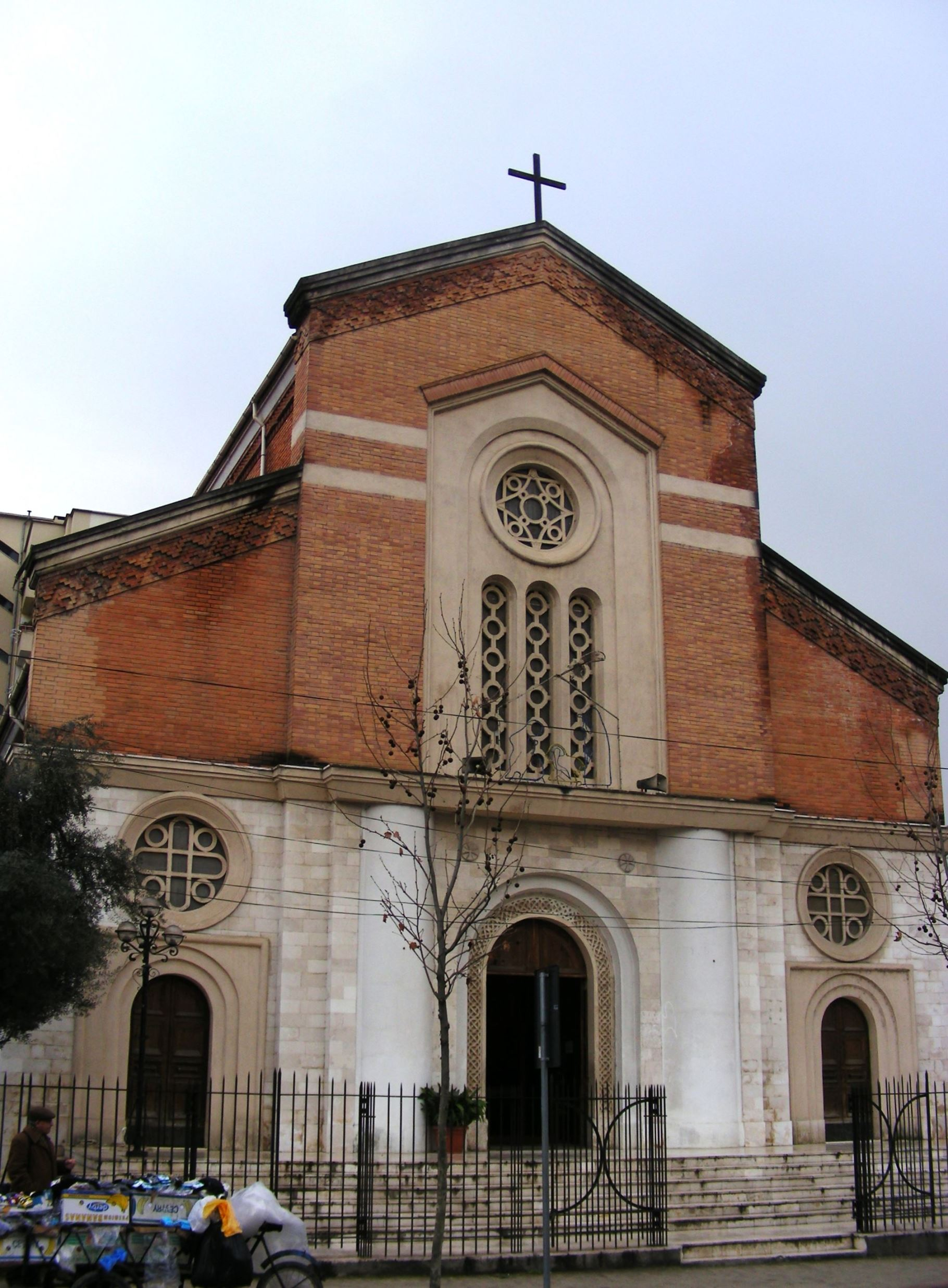
地拉那聖心天主堂
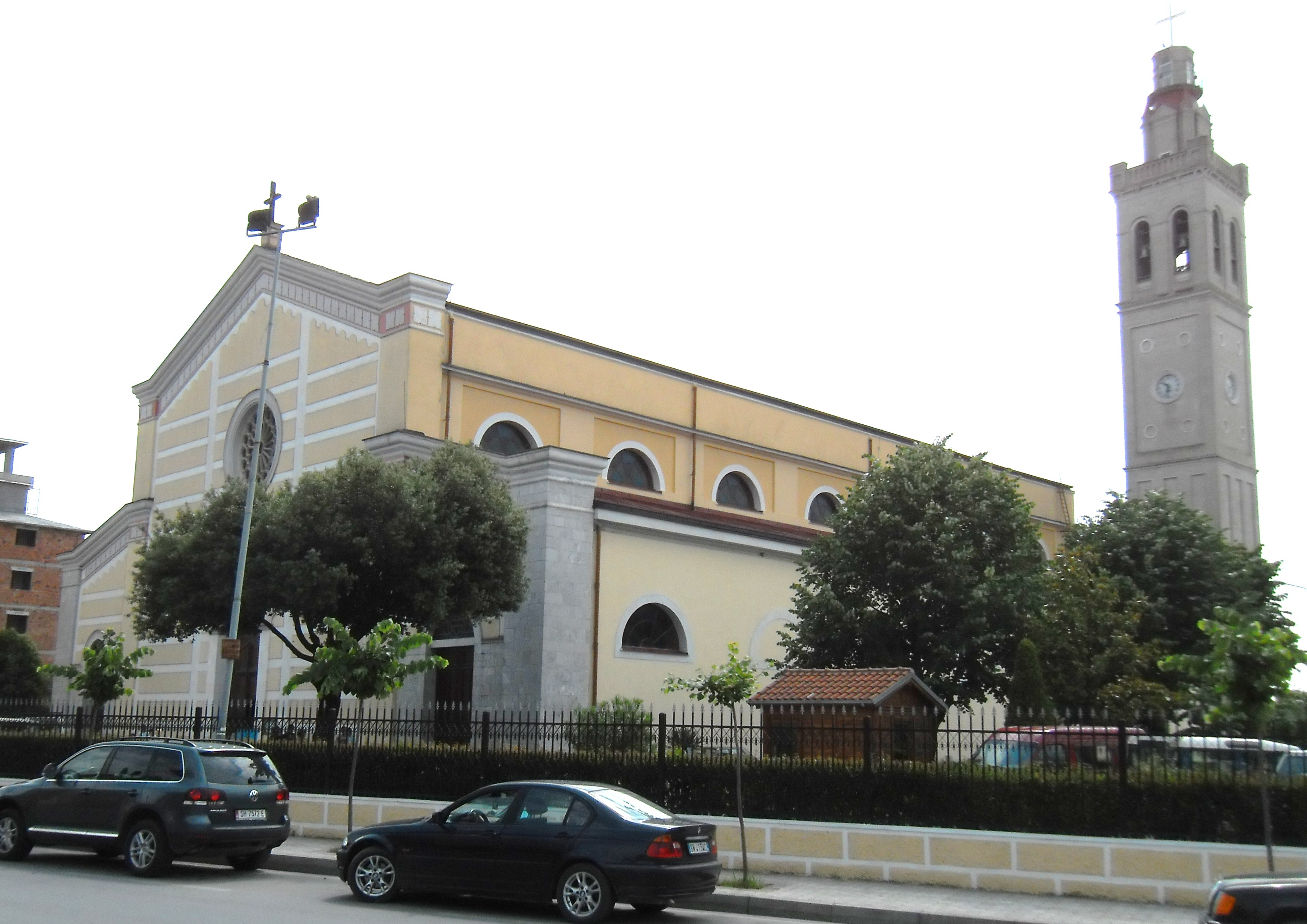
斯庫台聖史蒂芬大教堂
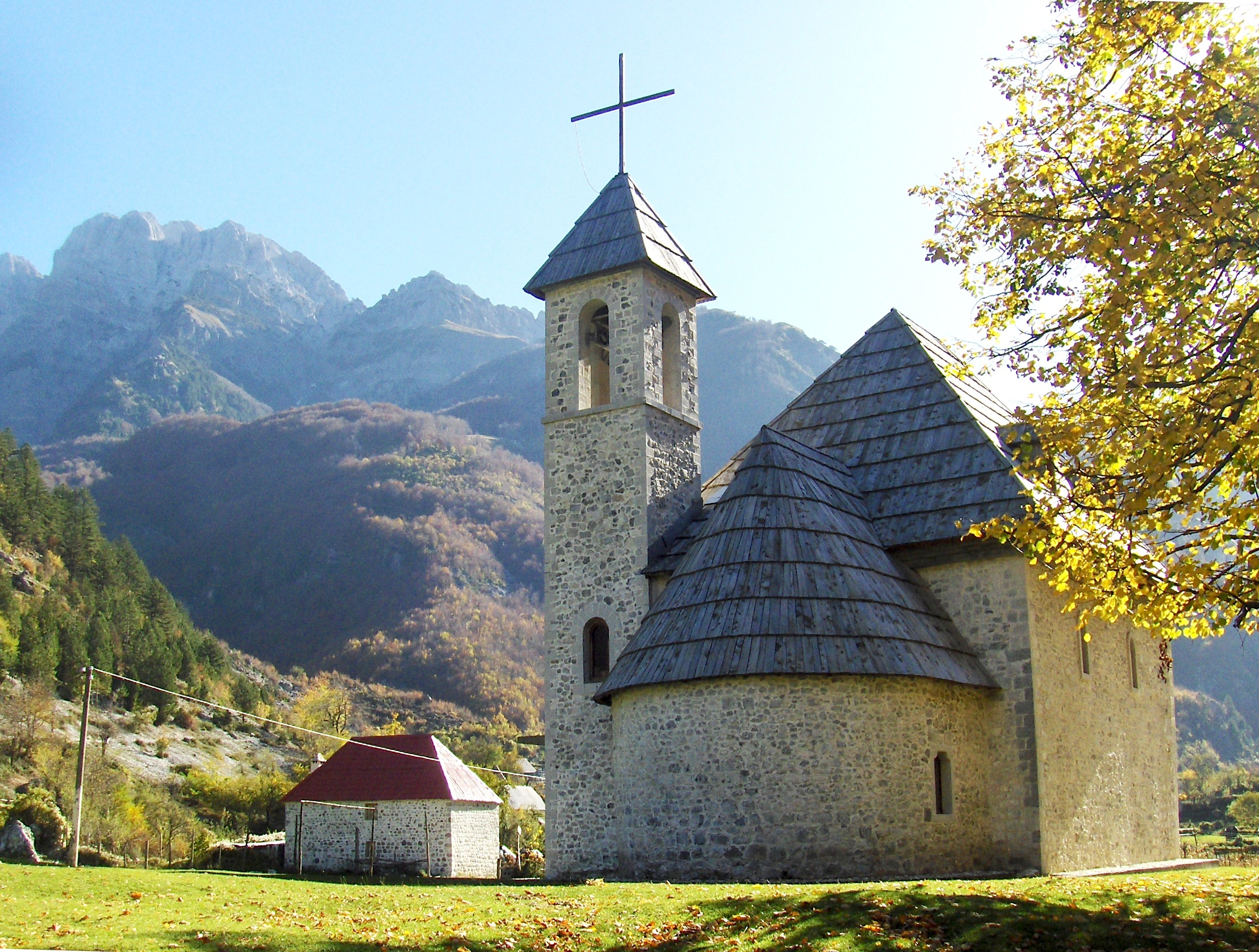
Theth的天主教堂
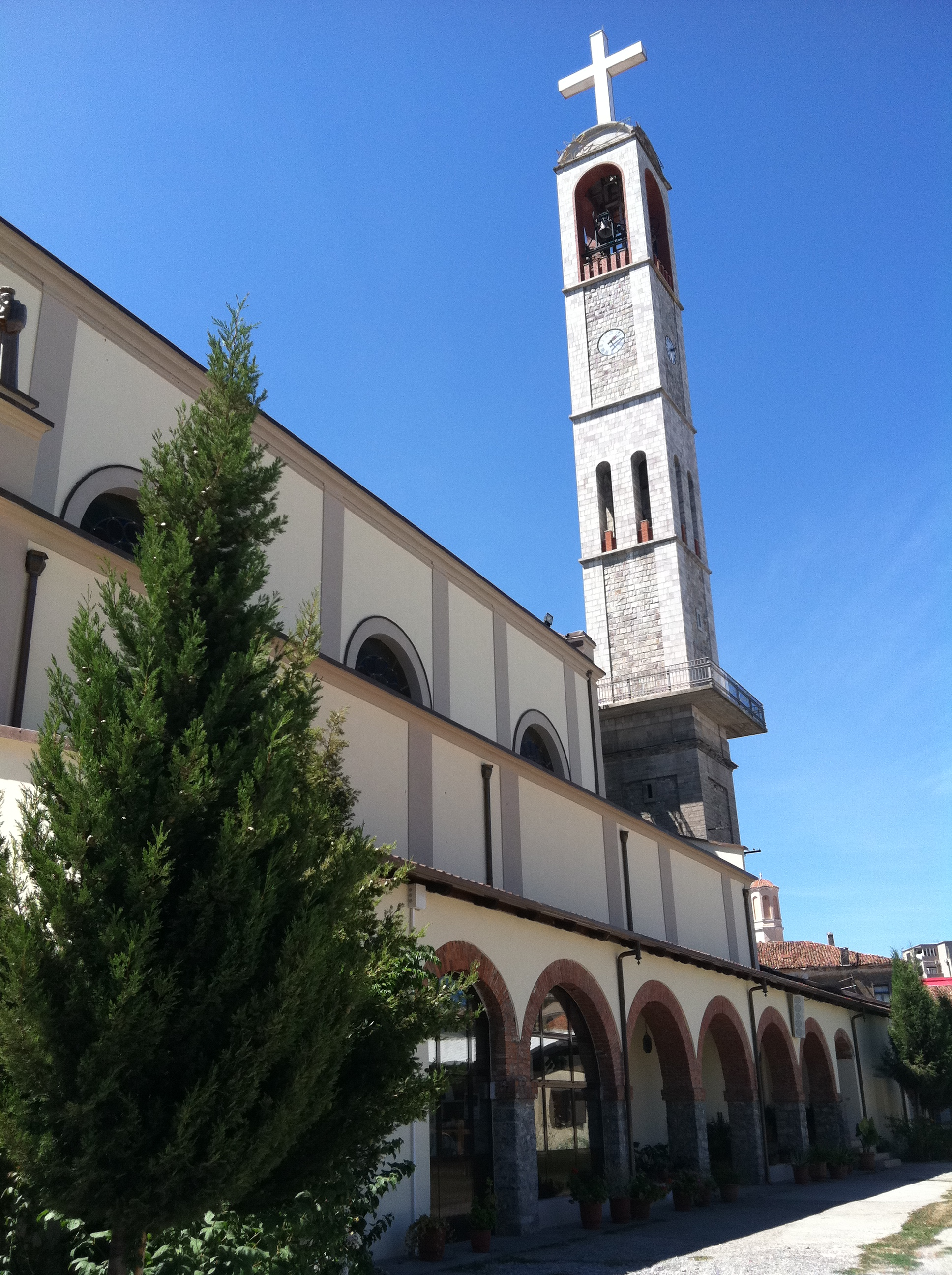
斯庫台聖方濟各天主堂

#### 東正教

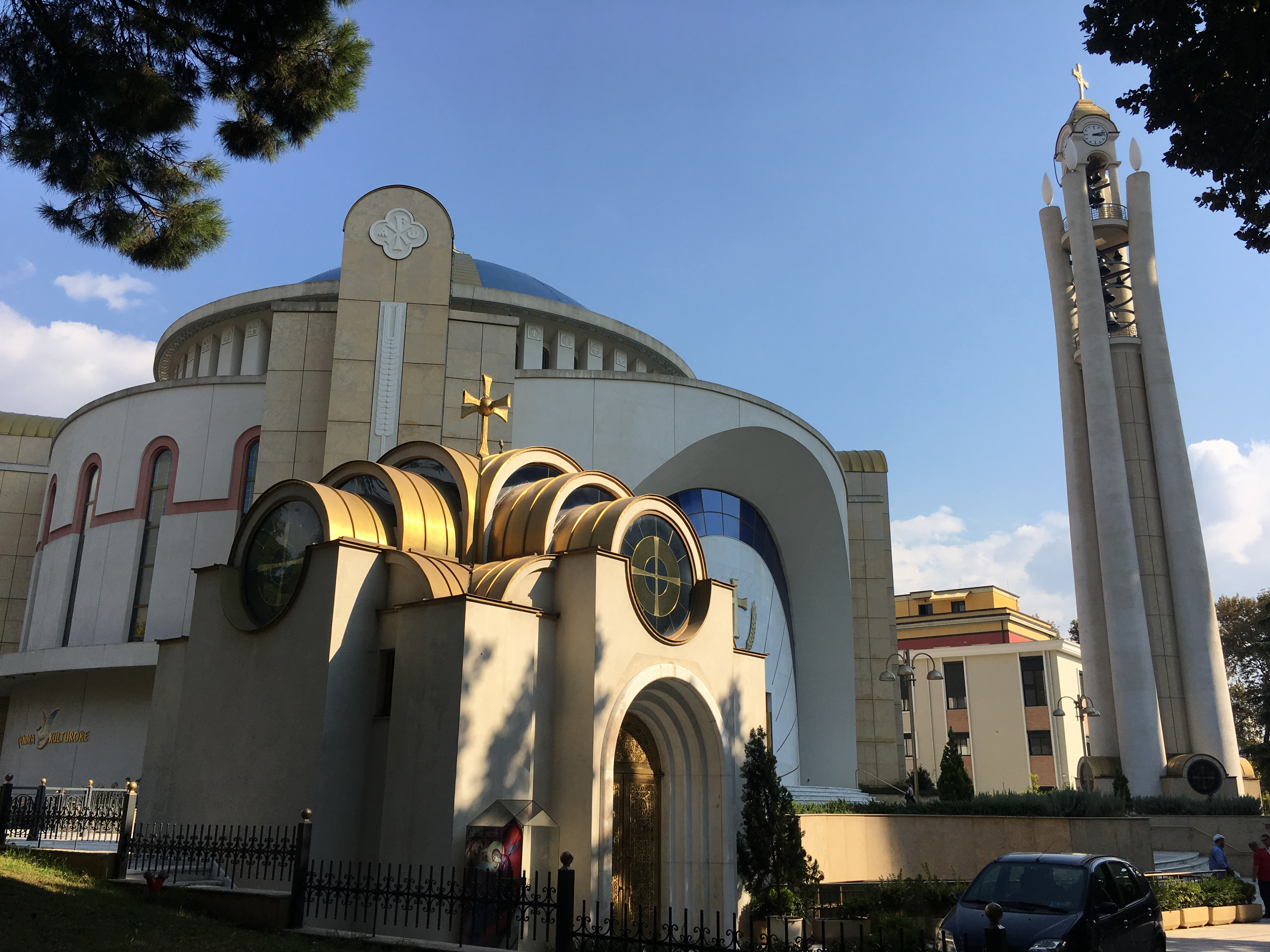
培拉特聖三一東正教堂

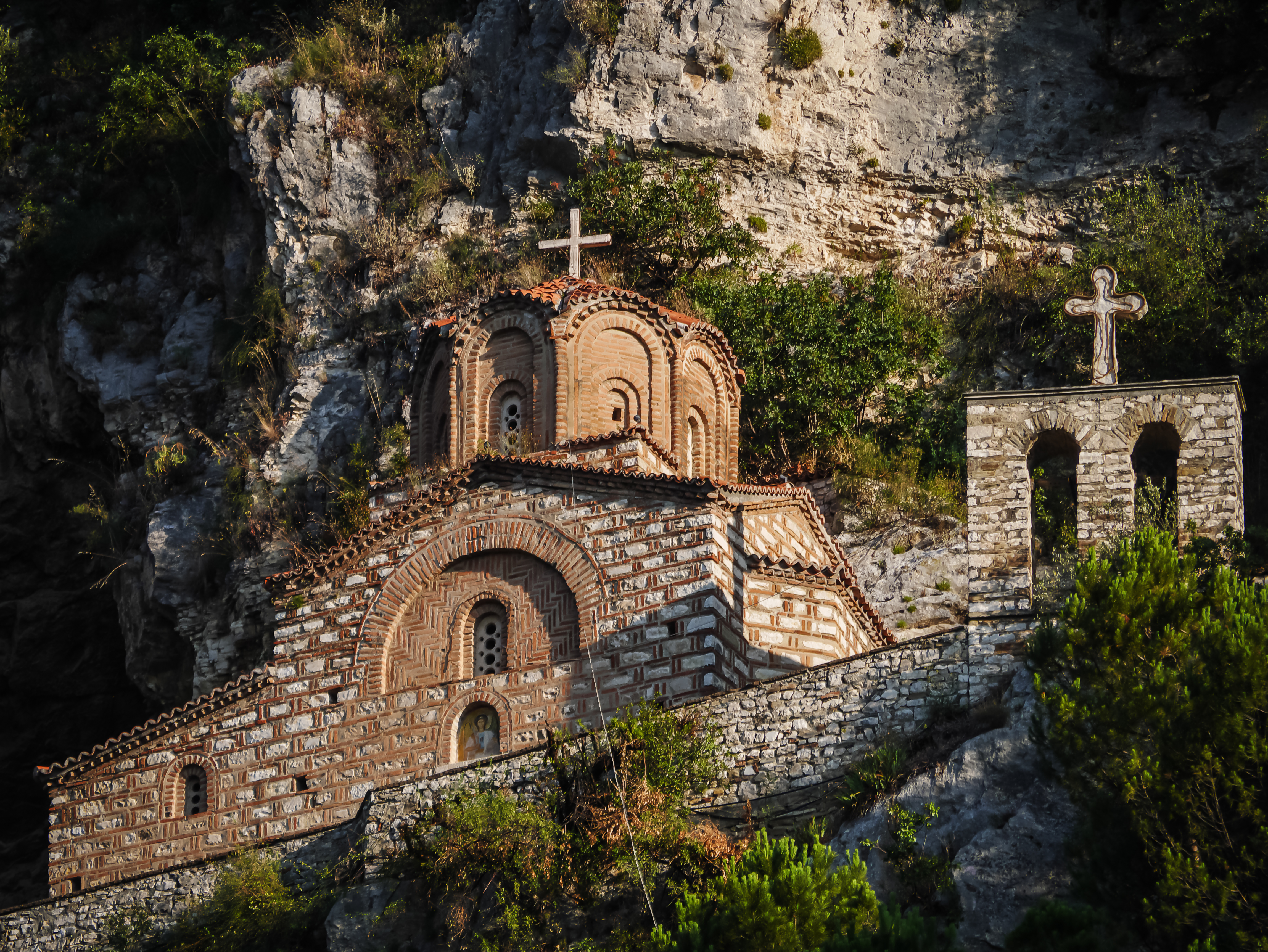
地拉那復活大教堂

根據2011年人口普查，6.75％的阿爾巴尼亞人為東正教信徒，阿爾巴尼亞正教會信徒有三個種族信仰，分別是阿爾巴尼亞人、希臘人和阿羅蒙人。雖然東正教自公元2世紀以來就存在於阿爾巴尼亞，而正教會信徒在歷史上佔阿爾巴尼亞人口的20％。自公元2世紀以來，阿爾巴尼亞正教會禮儀和神學都使用希臘語，當阿爾巴尼亞地區在15世紀受到奧斯曼帝國的統治時，阿爾巴尼亞的東正教基督徒屬於君士坦丁堡普世牧首區管轄，奧斯曼帝國正式承認。

#### 新教
基督新教在19世紀初期傳入阿爾巴尼亞，英國和外國聖經協會出版阿爾巴尼亞語的聖經，蘇格蘭傳教士亞歷山大·湯姆森（Alexander Thomson）加入了該協會並於1863年抵達阿爾巴尼亞。在19世紀後期，英國和外國聖經協會已經遍及阿爾巴尼亞，傳教士格赫雷西姆·坎麗婭齊（Gjerasim Qiriazi）在科爾察傳教，並成為第一個“阿爾巴尼亞福音派兄弟會”的負責人。

### 猶太教
猶太人在阿爾巴尼亞地區至少有2000年歷史，阿爾巴尼亞猶太人主要屬於塞法迪猶太人。
1673年，一位猶太拉比沙巴泰·澤維被奧斯曼帝國土耳其蘇丹流放到烏爾齊尼，現在屬於黑山。二戰期間，阿爾巴尼亞猶太人增加，劳动党時代推行國家無神論，任何宗教活動被禁止包含猶太教。2010年12月，以色列首席拉比·斯洛莫·阿馬爾（Rabbi Yol Kaplan）成為阿爾巴尼亞第一任拉比。猶太教為阿爾巴尼亞的官方宗教，為阿國前總理薩利貝利沙努力成果。

## 無宗教
無宗教歷史上一直存在於阿爾巴尼亞人中，19世紀的阿爾巴尼亞民族復興主義者如Faik Konitza，Jani Vreto和Zef Jubani經常在反對批判神職人員。但現代阿爾巴尼亞第一個無神論的倡導者被認為是Ismet Toto。
1967年，在劳动党执政下，恩維爾·霍查取缔宗教活動並落實國家無神論。阿爾巴尼亞當代無神論者包括 Ismail Kadare、Dritëro Agolli 、 Ben Blushi 、Fatos Lubonja 、Mustafa Nano、Saimir Pirgu、Diana Çuli、Elton Deda 、Fatos Tarifa 、Edmond Tupja、Ylli Rakipi、Gilman Bakalli、Blendi Fevziu、Moikom Zeqo。

## 人口統計
阿爾巴尼亞宗教（2011人口普查）

| Albanian Census 2011           | Albanian Census 2011           | Albanian Census 2011 | Albanian Census 2011 | Albanian Census 2011 |
| ------------------------------ | ------------------------------ | -------------------- | -------------------- | -------------------- |
|                                |                                |                      |                      |                      |
| 伊斯蘭教（不包括拜克塔什教團） | 伊斯蘭教（不包括拜克塔什教團） |                      | 56.70%               | 56.70%               |
| 天主教                         | 天主教                         |                      | 10.03%               | 10.03%               |
| 東正教                         | 東正教                         |                      | 6.75%                | 6.75%                |
| 拜克塔什教團穆斯林             | 拜克塔什教團穆斯林             |                      | 2.09%                | 2.09%                |
| 其他基督徒                     | 其他基督徒                     |                      | 0.14%                | 0.14%                |
| 其他，包括多神教               | 其他，包括多神教               |                      | 5.49%                | 5.49%                |
| 未表態                         | 未表態                         |                      | 13.79%               | 13.79%               |
| 無神論                         | 無神論                         |                      | 2.5%                 | 2.5%                 |

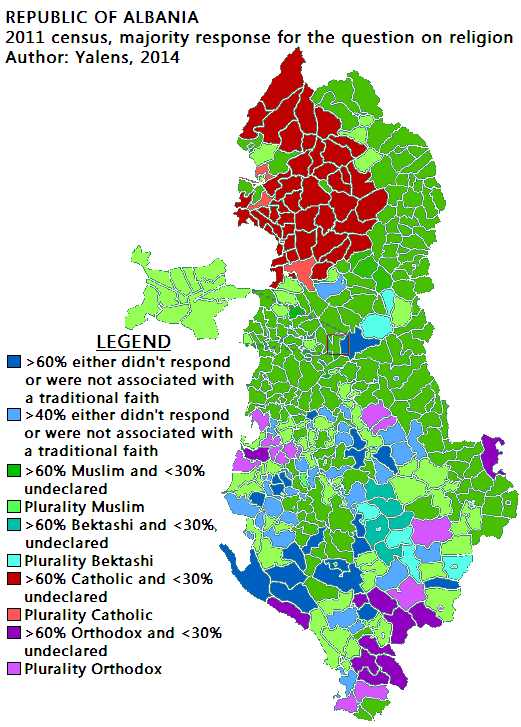
Religion

在2011年的人口普查約1/3有宗教信仰國民中，58.79％的阿爾巴尼亞人表態是穆斯林，使伊斯蘭教為阿爾巴尼亞最大的宗教。大多數阿爾巴尼亞穆斯林屬於遜尼派，少數屬於與什葉派有相關的拜克塔什教團。基督徒佔阿爾巴尼亞人口的16.99％，為第二大宗教；其餘人口無宗教或信奉其他宗教。穆斯林遍布阿爾巴尼亞全國各地，而東正教基督徒則集中在南部，天主教基督徒則分佈在北部。然而，這種劃分並不符合宗教人口分佈，特別是在許多混合人口的城市。集中在南方的希臘人幾乎完全信奉希臘正教會。除了四個上述宗教教派外，阿爾巴尼亞還有新教基督徒，巴哈伊信仰信徒，耶和華見證人，耶穌基督後期聖徒教會（摩門教徒）以及其他宗教。
根據其他較早期的消息來源，自1990年代初民主化以來，阿爾巴尼亞高達75％的人口已宣布表示沒有任何宗教信仰。根據2007 - 2008年的蓋洛普民意調查，63％的阿爾巴尼亞人表示宗教在他們的生活中並不是非常重要。在第二次世界大戰前阿爾巴尼亞進行的人口普查中，人口的大約分佈是70％的穆斯林，20％的東正教基督徒和10％的天主教基督徒。皮尤調查顯示，65％的阿爾巴尼亞穆斯林沒有屬於任何伊斯蘭教宗派。1967年，阿爾巴尼亞人民共和國正式禁止宗教活動，使該國成為第一個也是唯一一個在憲法上實行無神論的國家。在阿爾巴尼亞劳动党政权垮台後，宗教活動在1991年重新開始。
基督徒和穆斯林跨宗教通婚在阿爾巴尼亞被視為十分正常的，社會上幾乎沒有反對聲浪。在劳动党時代，兩種宗教背景結合的婚姻，在1950年至1968年期間，在斯庫台有1.6％，吉諾卡斯特有4.3％，地拉那15.5％；在1980年，在斯庫台地區有5％。民主化後至今跨宗教婚姻更為常見，這是因為國家開放後國民直接受西化觀念影響。 
2012年8月，皮尤研究中心的一項研究發現，只有15％的阿爾巴尼亞穆斯林認為宗教在他們生活中重要或非常重要，如同捷克、荷蘭等歐洲國家一樣非常世俗化，在擁有相對較多穆斯林人口的國家中，這一比例是世界上最低的，與科索沃一樣被視為最不伊斯蘭而國內穆斯林人口佔較多的國家。 
2010年蓋洛普全球報告進行的另一項調查顯示，宗教在39％的阿爾巴尼亞人中扮演著重要角色，並將阿爾巴尼亞列為世界上第13個最宗教氣氛淡薄的國家。在阿爾巴尼亞，大多數男性穆斯林沒有受過割禮。
2008年在地拉那進行的一項關於宗教活動與急性冠狀動脈綜合症之間關係的醫學研究發現，67％的穆斯林和55％的基督徒完全沒有出席宗教活動。宗教活動的定期出席率（至少每2週一次）在兩種宗教教派中均明顯低（穆斯林為6％，基督徒為9％），每週到宗教場所禮拜的出席率均非常低（分別為穆斯林2％和基督徒1％），85%阿爾巴尼亞穆斯林日常從不參觀清真寺（文化伊斯蘭）。基督徒日常祈禱（每周至少2至3次）（29％）高於穆斯林（17％）每天的祈禱。另外阿爾巴尼亞穆斯林、猶太教和東正教齋戒禁食週期也大多沒有實踐（均只有2%），只有約5至7%的各大宗教信教者有實踐齋戒，甚至叛教改信其他宗教的行為在阿爾巴尼亞社會中是幾乎壓倒性接受；而且阿爾巴尼亞有宗教信仰的國民普遍不會按教條辦事，例如該國的穆斯林普遍會在公眾場合與朋友或家人飲酒甚至食豬肉、跨宗教婚姻在阿爾巴尼亞社會被普遍接受和支持、女性穆斯林大多也不會戴頭巾且衣着頗為西化等。
2015年對16至27歲的阿爾巴尼亞青年進行的一項研究發現，阿爾巴尼亞80％的年輕人無實際宗教信仰，而且愈是年輕的阿爾巴尼亞人就愈多沒有宗教信仰，即使有信仰國民亦只在主要的宗教節日和慶祝活動中實踐他們的宗教信仰，基本上大多數屬於名義上信徒。而且阿爾巴尼亞國民無論有宗教或無信仰人士也會慶祝所有宗教節日，例如聖誕節、開齋節、安息日等。特別是23％的受訪者從未實踐過他們的宗教信仰，而61％的受訪者僅在宗教節日假期中實踐過宗教信仰。其餘的11％的人每週參加宗教活動1-2次，而5％的人每天進行宗教活動一次。
阿爾巴尼亞的宗教信仰（2016年Barem-WIN /蓋洛普國際）
根據2016年WIN /蓋洛普國際關於阿爾巴尼亞人信仰的研究：
- 80%相信有上帝
- 40% 相信死後有靈魂
- 57% 認為人有靈魂
- 40% 相信地獄
- 42% 相信天堂[41]

2018年出版的瑞士宗教信仰元數據庫（SMRE）的估計假定1996-2005期間有8％的天主教徒，15％的東正教徒，65.9％的穆斯林和10.9％沒有宗教信仰的人。 在2006-2015期間，SMRE估計u.38.7％的天主教徒，9.1％的東正教徒，52.5％的穆斯林和29.5％沒有宗教信仰的人。

### 宗教場所
根據2008年的統計數據，阿爾巴尼亞有1119座教堂和638座清真寺。有694個天主教教堂，425個東正教教堂、568個清真寺和70個哈納卡，在城鎮內同一條街區有教堂和清真寺極常見，各大宗教共融得到阿爾巴尼亞政府和國民支持。

## 宗教自由
阿爾巴尼亞憲法將宗教自由擴大到所有公民，政府在實踐中普遍尊重這一權利。阿爾巴尼亞憲法未規定國教，並規定所有宗教平等；然而，主要的宗教團體（拜克塔什教團穆斯林、遜尼派穆斯林、東正教和天主教），根據這四個宗教教派在阿爾巴尼亞的歷史存在而享有更高程度的官方認可（例如國家法定假日）和社會地位。所有註冊的宗教團體都有權持有銀行賬戶和擁有財產和建築物。宗教自由在很大程度上得益於宗教之間普遍友好的關係。阿爾巴尼亞教育部有權批准宗教學校的課程，以確保其遵守國家教育標準，而國家邪教委員會負責監督實施，還有68個由宗教社區管理的職業培訓中心。